# Основно училище „Васил Левски“ (Новачене)
Основно училище „Васил Левски“ в село Новачене е създадено през 1848 г. с доброволен труд.
През 1951 г. е разширено до вида в което съществува и до днес. Има голям и добре поддържан училищен парк с много видове дървета. В училището има изградена богата музейна сбирка на образователното дело в селото, по инициатива на дългогодишния директор Краси Узунов.
Сбирката е първа за общината и е регистрирана от Националния музей на образованието – Габрово. Експозицията съдържа: макети, снимков материал, учебници и училищни вещи, награди за ученици и учители. Музейната сбирка е достъпна безплатно за посещения през цялата учебна година. През летните месеци по предварителна договорка.